# Benedicamus Domino

Версикул "Benedicamus Domino" II тона (ординарный распев для окончания вечерни, по Liber usualis)

Benedicamus Domino (лат. «Благословим Господа») — краткий формульный распев (версикул) в конце традиционной (дореформенной) мессы — в том случае, если эта месса служилась без Глории (в покаянные дни, например, в Великий пост). «Benedicamus Domino» поётся также в конце всех традиционных служб оффиция. В ответ на версикул, возглашаемый целебрантом (певчим-солистом), паства (хор) отвечает «Deo gratias» («Слава Богу»). В православном богослужении версикулу «Benedicamus Domino» типологически родствен отпуст.
«Benedicamus Domino» считается одним из архаичных литургических жанров григорианики (текст упоминается как общее место уже у Амалария Мецского, в начале IX века). Первые нотированные образцы датированы концом X века. В солемских певческих книгах (например, в Liber usualis) формула «Benedicamus Domino» — та же, что и для «Ite missa est».
Стилистическая особенность версикулов в том, что часть их корпуса — особенно для вечерни и утрени — обильно орнаментирована. На месте мелизмов в школе аббатства Сен-Марсьяль церковные поэты писали тропы, а в парижской школе Нотр-Дам композиторы активно использовали формульную мелодию в качестве cantus firmus для метризованных органумов (в клаузулах). Целый ряд таких клаузул сохранился в большом сборнике периода Ars antiqua Magnus liber organi; они прочно вошли в репертуар профессиональных исполнителей средневековой музыки начиная с последней четверти XX века.
После реформ Второго Ватиканского собора использование заключительного версикула (как и многих других традиционных литургических жанров/форм) в мессе было ограничено. Однако, его по-прежнему можно услышать в конце некоторых служб оффиция.
Современного издания (нотной транскрипции) древнейших монодических «Benedicamus Domino» нет. Насколько аутентичны «стандартные» версикулы в распространённых солемских певческих книгах, неизвестно.

## Рецепция
Помимо школы Нотр-Дам обработки версикула встречаются в эпоху Ренессанса и (реже) в эпоху барокко. При этом он (как и версикул It missa est) не включался в стандартную структуру полифонической (композиторской) мессы. Музыку на Benedicamus Domino писали Герарделло Флорентийский, Гийом Дюфаи (2 пьесы), Адриан Вилларт, Иоганн Кристоф Демантиус. Кшиштоф Пендерецкий написал (1992) хоровое сочинение  «Benedicamus Domino» на латинский текст Псалма 116 (117), с добавлением стиха «Benedicamus Domino».